# Trish Thùy Trang
Trish Thùy Trang (sinh 15 tháng 12 năm 1980) là một ca sĩ, nhạc sĩ người Mỹ gốc Việt. Sinh ra tại Thành phố Hồ Chí Minh, tên tiếng Việt của cô là Nguyễn Thùy Trang.

## Tiểu sử
Cô chuyển sang Hoa Kỳ sống cùng với gia đình khi còn nhỏ, ban đầu định cư tại Sugar Land, Texas, sau đó chuyển qua miền Nam California.
Vào cuối năm 1997, cô gửi băng thử giọng của mình cho Trung tâm Asia và mau chóng ký được hợp đồng với hãng này.
Từ năm 1998, cô làm việc cho Trung tâm Asia và dần trở thành ca sĩ tên tuổi tại cộng đồng người Việt hải ngoại. Phần lớn những ca khúc mà Trish trình bày là do cô tự sáng tác nhạc và lời, trong đó có những bài nhạc thành công của cô như Ice Queen, Paper Lantern Night, Middle of Nowhere, My Destiny, I'll Dream Of You, Ever After, Shades of Blue, Only Time Will Tell, Stay A While....
Vào năm 2005, cô lập ra hãng thu âm riêng lấy tên là Triple T productions với CD đầu tay Without a trace. Ngoài ra cô còn làm 1 hãng sản xuất thời trang riêng (Twinkle in the sky Lưu trữ ngày 23 tháng 7 năm 2008 tại Wayback Machine).

## Album
CD
- Don't Know Why... (1998)
- I'll Dream of You (1999)
- Siren (2002)
- Trish (2005)
- Shades of Blue (2008)
- Whispers (2010)

Đĩa đơn
- "Secret Place"
- "Without A Trace"

Khác
- The Best of Trish 1 (2001)
- The Best of Trish 2 (2004)

DVD
- The Best of Trish - All My Favorite Songs (Video & Karaoke)
- 2 Hours with Trish and Friends
- Ever After - Trish MTV DVD

## Các ca khúc trình diễn trên sân khấu

### Trung tâm Asia
| STT | Tiết mục | Thể hiện với | Chương trình                   | Năm  |
| --- | --- | --- | ------------------------------ | ---- |
| 1   | One and One (Billy Steinberg, Rick Nowels, Marie-Claire D'Ubaldo)                                                                                           | Solo | ASIA 16                        | 1997 |
| 2   | Macarena | Shayla Kim, Lâm Thúy Vân, Thanh Trúc, Loan Châu, Lâm Nhật Tiến, Lê Tâm, Gia Huy, Duy Linh | ASIA 16                        | 1997 |
| 3   | Once Again (Đến bên nhau) (Trúc Sinh, Lê Đức Long, Lời Anh: Trish)                                                                                          | Lê Tâm | ASIA 17                        | 1998 |
| 4   | Beautiful Sunday (Daniel Boone) & Seasons in the Sun (Jacques Brel)                                                                                         | Solo | ASIA 18                        | 1998 |
| 5   | Don't Know Why (Vũ Tuấn Đức) | Solo | ASIA 19                        | 1998 |
| 6   | Autumn Leaves | Solo | ASIA 20                        | 1998 |
| 7   | Tình Lính (Y Vân) | Solo | ASIA 21                        | 1998 |
| 8   | Day Dream (Trúc Hồ, Trish) | Solo | ASIA 22                        | 1998 |
| 9   | Chỉ Là Giấc Mơ Qua (Yellow Bird) (The Brothers Four, LV: Nam Lộc)                                                                                           | Solo | ASIA 23                        | 1999 |
| 10  | Tình Đầu Một Thời Áo Trắng (Trầm Tử Thiêng) | Hoàng Oanh, Lâm Thuý Vân, Sỹ Đan, Vũ Tuấn Đức, Yến Phương, Loan Châu, Gia Huy, Thanh Lan, Duy Linh, Trường Vũ, Sơn Tuyền, Phi Nhung, Tuấn Vũ, Lê Tâm, Shayla, Lâm Nhật Tiến, Diệp Thanh Thanh, Thanh Trúc, Bảo Tuấn | ASIA 23                        | 1999 |
| 11  | LK New Wave Techno Remix Medley: Brother Louie, Jump in My Car, Gimme Your Love Tonight, You're My Heart,You're My Soul, Cheri Cheri Lady, Heartbreak Hotel | Shayla Kim, Sỹ Đan | ASIA 24                        | 1999 |
| 12  | Secret Place (Trúc Sinh, Trish) | Solo | ASIA 24                        | 1999 |
| 13  | I Love You Baby (Trúc Sinh, Trish) | Solo | ASIA 25                        | 1999 |
| 14  | Rhythm of The Rain (John Claude Gummoe) | Solo | ASIA 26                        | 1999 |
| 15  | The Year Of Dragon (Trish, Trúc Hồ) | Solo | ASIA 27                        | 1999 |
| 16  | Eternal Love (Lê Tâm) | Solo | ASIA 28                        | 2000 |
| 17  | Tôi Nhớ Tên Anh (Hoàng Thi Thơ) | Solo | ASIA 29                        | 2000 |
| 18  | Never on Sunday (Manos Hatzidakis) | Shayla Kim, Thanh Trúc, Jacqueline Thụy Trâm | ASIA 30                        | 2000 |
| 19  | I'll Dream Of You (Trúc Sinh, Trish) | Solo | ASIA 30                        | 2000 |
| 20  | Khúc Nhạc Vui (Nguyễn Ngọc Thiện) | Shayla Kim, Thanh Trúc, Jacqueline Thụy Trâm | ASIA 31                        | 2000 |
| 21  | Together Again | Solo | ASIA 31                        | 2000 |
| 22  | Siren (Jason) | Solo | ASIA 32                        | 2001 |
| 23  | Paper Lantern Night (Trúc Hồ, Trish) | Solo | ASIA 33                        | 2001 |
| 24  | Only Time Will Tell (Trish) | Solo | ASIA 34                        | 2001 |
| 25  | Does He Know (Trish) | Solo | ASIA 35                        | 2001 |
| 26  | Thương Anh (Y Vân) | Solo | ASIA 36                        | 2002 |
| 27  | Crossing Over (Trish) | Solo | ASIA 37                        | 2002 |
| 28  | Tạ Ơn Cha Mẹ (Anh Bằng) | Hợp ca | ASIA 38                        | 2002 |
| 29  | My Destiny (Nhạc Hoa: Trái tim thổn thức, lời Anh: Trish)                                                                                                   | Solo | ASIA 38                        | 2002 |
| 30  | Khúc Nhạc Mừng Xuân (Nhật Bằng) | Solo | ASIA 39                        | 2003 |
| 31  | Xuân Họp Mặt (Văn Phụng) | Jacqueline Thụy Trâm, Dạ Nhật Yến | ASIA 39                        | 2003 |
| 32  | Stay A While (Trish) | Solo | ASIA 40                        | 2003 |
| 33  | The Chase (Trish, Cardin) | Cardin Nguyễn | ASIA 41                        | 2003 |
| 34  | Sukiyaki (Kyu Sakamoto, lời Anh: Trish) | Solo | ASIA 42                        | 2004 |
| 35  | No Turning Back (Kim Gummo, Trish) | Justin Nguyễn | ASIA 43                        | 2004 |
| 36  | Without a Trace (Trish) | Solo | ASIA 44                        | 2004 |
| 37  | Beyond the Sea / Biển xanh (Sỹ Đan) | Solo | ASIA 45                        | 2004 |
| 38  | In The Middle Of Nowhere (Trish) | Solo | ASIA 46                        | 2005 |
| 39  | In My Fantasy (Gina T) | Solo | ASIA 47                        | 2005 |
| 40  | Mây Lang Thang (A Cowboy's Work Will Never Done) (Sonny Bono, LV: Nam Lộc)                                                                                  | Kiều Nga | ASIA 48                        | 2005 |
| 41  | Joe Le Taxi (Franck Langolff, Étienne Roda-Gil) | Solo | ASIA 49                        | 2005 |
| 42  | Tình Thư Của Lính (Trần Thiện Thanh) | Asia 4 | ASIA 50                        | 2006 |
| 43  | LK Trish: Paper Lantern Night, Big Big World, Daydream, Without A Trace, Don't Know Why, I'll Dream of You                                                  | Chosen | ASIA 51                        | 2006 |
| 44  | Anh Cứ Hẹn (Anh Bằng, thơ: Hồ Dzếnh) | Cardin Nguyễn, Dạ Nhật Yến, Thùy Hương | ASIA 52                        | 2006 |
| 45  | Above & Beyond | Solo | ASIA 53                        | 2007 |
| 46  | Điều Gì Đó / Mãi Yêu Người Thôi (Trúc Hồ) | Cardin Nguyễn, Chosen | ASIA 54                        | 2007 |
| 47  | All Alone (Vũ Tuấn Đức) | Evan Lê | ASIA 55                        | 2007 |
| 48  | Kimigasuki | Solo | ASIA 56                        | 2007 |
| 49  | Ice Queen | Solo | ASIA 57                        | 2008 |
| 50  | LK: Thương anh (Y Vân) & Tôi nhớ tên anh (Hoàng Thi Thơ) - (Trish phụ diễn người mẫu)                                                                       | Lê Nguyên, phụ diễn Ánh Minh, Như Quỳnh, Diệp Thanh Thanh, Thiên Kim, Băng Tâm, Thùy Hương, Y Phương, Y Phụng, Nguyễn Hồng Nhung                                                                                    | ASIA 58                        | 2008 |
| 51  | Tell Me Why (Declan Galbraith) | Cardin Nguyễn, Doanh Doanh | ASIA 58                        | 2008 |
| 52  | LK Elsa, Quelque chose dans mon coeur | Solo | ASIA 59                        | 2008 |
| 53  | Sẽ Có Một Ngày (Trúc Hồ, Trish) | Doanh Doanh | ASIA 60                        | 2009 |
| 54  | Màu Mũ Anh, Màu Áo Em (Trần Thiện Thanh) | Spencer Nguyễn | ASIA 61                        | 2009 |
| 55  | Tình Là Sợi Tơ (Anh Bằng) | Đoàn Phi | ASIA 62                        | 2009 |
| 56  | Happy Together (Garry Bonner, Alan Gordon) | Solo | ASIA 63                        | 2009 |
| 57  | Vùng Biển Vắng (Sỹ Đan) | Solo | ASIA 64                        | 2009 |
| 58  | Rockin' Around The Christmas Tree | Solo | Asia Đêm Giáng Sinh            | 2009 |
| 59  | Khúc Nhạc Mừng Xuân (Nhật Bằng) | Solo | Asia Đón Giao Thừa             | 2010 |
| 60  | LK: I'll Dream Of You, Tell me, The Chase | Cardin Nguyễn | ASIA 65                        | 2010 |
| 61  | Heal the World (Michael Jackson) | Mai Thanh Sơn | ASIA 66                        | 2010 |
| 62  | Winter Wonderland | Solo | Asia Noel Noel Noel Giáng Sinh | 2010 |
| 63  | Whispers (Trish) | Solo | ASIA 67                        | 2011 |
| 64  | Ghé Bến Sài Gòn (Văn Phụng) | Solo | ASIA 68                        | 2011 |
| 65  | Xuân Đã Về (Minh Kỳ) | Solo | ASIA Xuân Hy Vọng              | 2012 |
| 66  | I'll Be Home For Christmas, Silent Night | Asia 4 | ASIA Niềm Vui Mùa Giáng sinh   | 2012 |
| 67  | Never Lose The Light | Quỳnh Trang | ASIA 73                        | 2013 |

### Đài truyền hình SBTN - Saigon Broadcasting Television Network
| STT | Tiết mục        | Thể hiện với | Chương trình                                 | Năm  |
| --- | --------------- | ------------ | -------------------------------------------- | ---- |
| 1   | Goodbye (Trish) | Solo         | SBTN VOICE Finale - Đêm Chung Kết SBTN VOICE | 2019 |